# Ferdinand Heine
Ferdinand Heine senior (Halberstadt, 9 maart 1809  -  Halberstadt in Duitsland, 28 maart 1894) was een Duits ornitholoog en jurist.
Ferdinand was de zoon van een vermogend jurist die landgoederen bezat. Ferdinand studeerde net als zijn vader en broers rechtsgeleerdheid. Tot in de jaren 1860 bracht Ferdinand een grote vogelkundige collectie bijeen.  Jean Cabanis schreef over de verzameling in de vier delen van Museum Heineanum (1850-1863).   De verzameling bestond uit 11500 zoölogische specimens (balgen, eieren, vogelnesten, skeletten en bovendien balgen van kleine zoogdieren). In 1890 verscheen een bondige, maar volledige catalogus, Nomenclator Musei Heineani Ornithologici, waarin een opsomming gegeven wordt van 12000 exemplaren en 5187 vogelsoorten uit de collectie. De catalogus werd door Heine geschreven en door Jean Cabanis geredigeerd, en uitgegeven door Anton Reichenow en de zoon van Ferdinand, Ferdinand Heine junior.
Op de IOC World Bird List staan "Cabanis & Heine" vermeld als auteur van 44 geslachten, 21 soorten en 62 ondersoorten zoals bijvoorbeeld de rosse spoorkoekoek (Centropus unirufus). In totaal is Heine auteur van 41 genera, 22 soorten, en 62 ondersoorten.
De verzameling vormt de basis voor het latere ornithologische museum Museum Heineanum in Halberstadt.
- Gemeinsame Normdatei: 117513059
- International Standard Name Identifier: 0000 0000 0049 4806
- SNAC: w66r4pbj
- Virtual International Authority File: 22920907
- WorldCat: E39PBJhH63J9dMVjhXYdHm4THC